# Menang (Pagu)
Menang is een bestuurslaag in het regentschap Kediri van de provincie Oost-Java, Indonesië. Menang telt 3591 inwoners (volkstelling 2010).